# Ван Лэй (шахматистка)
Ван Лэй (кит. упр. 王蕾, пиньинь Wáng Lěi; род. 4 февраля 1975, Шанхай) — китайская шахматистка, гроссмейстер среди женщин (1996).

## Биография
В конце 1990-х и в начале 2000-х была одной из сильнейших шахматисток Китая. Четыре раза побеждала на чемпионатах Китая по шахматам среди женщин (1997, 1998, 2000, 2001). В 1993 году в Братиславе поделила четвертое-шестое место на юношеском чемпионате мира по шахматам среди девушек в возрастной группе U18. В 1995 году в Кишинёве на межзональном турнире розыгрыша звания чемпионки мира по шахматам заняла 18-е место. В 1996 году в Леоне победила в индивидуальном чемпионате мира по шахматам среди студенток.
В 2000 году в Нью-Дели участвовала в женском чемпионате мира по шахматам по системе с выбиванием, в котором во втором туре проиграла Пэн Чжаоцинь. 
Успешно представляла сборную Китая на крупнейших командных турнирах по шахматам:
- в шахматных олимпиадах участвовала четыре раза (1990, 1996—2000). В командном зачете завоевала две золотые (1998, 2000), серебряную (1996) и бронзовую (1990) медали, а в индивидуальном зачете завоевала две золотые (обе в 1998 году) медали;
- в командных чемпионатах Азии по шахматам среди женщин участвовала в 1999 году, и в командном, и в личном зачете завоевала золотые медали[4];
- в 2001 году показала лучший результат в матче сборных России и Китая, набрав 4 очка из 6 возможных[5].

Начиная с 2003 года больше не участвует в шахматных турнирах ФИДЕ.